# Barry Mitchell
Barry Jeffrey Mitchell (* 28. April 1965) ist ein ehemaliger US-amerikanisch-belgischer Basketballspieler.

## Werdegang
Der aus Virginia Beach (US-Bundesstaat Virginia) stammende Mitchell spielte als Schüler Basketball an der örtlichen First Colonial High School und anschließend bis 1987 an der Norfolk State University.
Mitchells Laufbahn als Berufsbasketballspieler begann in seinem Heimatland. In der Saison 1991/92 wurde er als Spieler des Jahres und als Verteidiger des Jahres der Continental Basketball Association (CBA) ausgezeichnet. 1994 gewann er mit der Mannschaft Quad City Thunder den Meistertitel in der CBA. Für die Mannschaft Youngstown Pride spielte er in der Liga WBL (World Basketball League). 1989 und 1990 wurde er jeweils als bester Spieler der WBL-Saison ausgezeichnet.
1994 wechselte Mitchell nach Belgien zum BC Ostende. 1995 gewann er mit der Mannschaft die belgische Meisterschaft und 1998 den Pokalwettbewerb. Im Spieljahr 1995/96 erhielt er die Auszeichnung als bester ausländischer Spieler der belgischen Liga. 1999 nahm Mitchell die belgische Staatsbürgerschaft an. Mit Ostende und später mit Lüttich trat er in Europapokalwettbewerben an.
Zum Abschluss seiner Laufbahn im Berufsbasketball spielte Mitchell in der Saison 2002/03 beim französischen Zweitligisten L'Hermine Nantes Atlantique, Anfang Februar 2003 kam es zwischen Mitchell und Nantes zur Trennung.
Im Amateurbereich spielte er in Belgien beim Verein Union Huy, war dort auch als Trainer tätig. 2013 wurde er Spielertrainer beim BC Alleur. 2014 wurde die Mannschaft zurückgezogen. Sein Sohn Ajay Mitchell wurde ebenfalls Berufsbasketballspieler.